# Station Warszawa Aleje Jerozolimskie WKD
Station Warszawa Aleje Jerozolimskie WKD is een spoorwegstation in het stadsdeel Ochota in de Poolse hoofdstad Warschau.